# Евергрін-Парк (Іллінойс)
Евергрін-Парк (англ. Evergreen Park) — селище (англ. village) в США, в окрузі Кук штату Іллінойс. Населення — 19 943 особи (2020).

## Географія
Евергрін-Парк розташований за координатами 41°43′17″ пн. ш. 87°42′5″ зх. д. / 41.72139° пн. ш. 87.70139° зх. д. (41.721279, -87.701330).  За даними Бюро перепису населення США в 2010 році селище мало площу 8,19 км², уся площа — суходіл.

## Демографія
Згідно з переписом 2010 року, у селищі мешкали 19 852 особи в 7192 домогосподарствах у складі 5130 родин. Густота населення становила 2425 осіб/км².  Було 7559 помешкань (923/км²).
Расовий склад населення:
| - 74,1 % — білих - 18,7 % — чорних або афроамериканців - 1,2 % — азіатів - 0,2 % — корінних американців - 3,8 % — осіб інших рас |

До двох чи більше рас належало 2,0 %. Частка іспаномовних становила 10,3 % від усіх жителів.
За віковим діапазоном населення розподілялося таким чином: 25,3 % — особи молодші 18 років, 61,6 % — особи у віці 18—64 років, 13,1 % — особи у віці 65 років та старші. Медіана віку мешканця становила 38,6 року. На 100 осіб жіночої статі у селищі припадало 91,2 чоловіків;  на 100 жінок у віці від 18 років та старших — 86,6 чоловіків також старших 18 років.
Середній дохід на одне домашнє господарство  становив 79 638 доларів США (медіана — 64 385), а середній дохід на одну сім'ю — 95 905 доларів (медіана — 85 960). Медіана доходів становила 60 013 долари для чоловіків та 49 861 долар для жінок. За межею бідності перебувало 8,2 % осіб, у тому числі 10,0 % дітей у віці до 18 років та 5,9 % осіб у віці 65 років та старших.
Цивільне працевлаштоване населення становило 9677 осіб. Основні галузі зайнятості: освіта, охорона здоров'я та соціальна допомога — 29,2 %, науковці, спеціалісти, менеджери — 10,7 %, роздрібна торгівля — 9,3 %, транспорт — 8,7 %.